# Severiniella montandoni
Severiniella montandoni är en insektsart som beskrevs av Gustav Breddin 1898. Severiniella montandoni ingår i släktet Severiniella och familjen Plataspidae. Inga underarter finns listade i Catalogue of Life.